# Funaria subleptopoda
Funaria subleptopoda är en bladmossart som beskrevs av Georg Ernst Ludwig Hampe 1874. Funaria subleptopoda ingår i släktet spåmossor, och familjen Funariaceae. Inga underarter finns listade i Catalogue of Life.